# Кафедральный собор Базеля
Базельский собор (нем. Basler Münster) — храм в Базеле в Швейцарии. Бывший кафедральный собор Базельского епископства Католической церкви, ныне принадлежит Евангелическо-реформатской церкви.

## Строительство
Первоначально на месте нынешнего собора располагались деревянные церкви. Первые из них появились в VII веке. В IX веке по приказу епископа базельского Хайта был возведён каменный собор, который состоял из большого зала, нескольких смежных комнат и двух круглых башен в западной части здания. Однако в 917 году этот собор был разрушен во время нашествия венгров на Бургундское королевство, которому принадлежал Базель, и другие территории Западной Европы.
Следующий период связан с деятельностью епископа Адальберта II, который при поддержке императора Генриха II начал возводить новый кафедральный собор. Первые работы начались в 1019 году. К концу XI века большинство работ было завершено. Впрочем, постоянные военные конфликты и восстания нанесли значительный ущерб собору. На сегодняшний день от него сохранилась лишь часть Северной башни.
Значительные восстановительные работы начались в 1180 году. Собор был значительно расширен, возведены три нефа с трансептом. Однако в 1356 году землетрясение нанесло значительный ущерб собору, сильно разрушив его. Восстановительные работы были поручены Иоганнесу Гмюнду. Им до 1363 года была возведена основная часть собора. В 1421—1429 годах Ульрихом фон Энсингеном была восстановлена Северная башня. Все работы по строительству и восстановлению пострадавшего кафедрального собора были завершены в 1500 году Гансом фон Нусдорфом.
В дальнейшем реставрационные работы проходили в 1852—1857 годах, затем в 1975 году, когда была восстановлена крипта. С 1985 года начались новые реставрационные работы внешней стороны здания.

## Религиозная история
В течение значительного промежутка времени собор был главным католическим храмом Базеля и всего епископства. В 1431—1449 годах под председательством папы римского Мартина V здесь проходил Базельский собор Римско-католической церкви.
В 1529 году победу в Базеле одержали сторонники Реформации. При этом значительное количество скульптур было повреждено иконоборцами.

## Архитектура
Здание выстроено из белого известняка и моласского песчаника. Это позднероманская базилика с поперечными нефами и хорами. Собор имеет немало характерных готических элементов. На западном фасаде сохранились детали убранства, созданные после пожара 1258 года. Чуть позже в боковых нефах были устроены капеллы-усыпальницы. В западной части расположены две башни: Мартина (62,7 метра) и Георга (64,2 метра) с солнечными и механическими часами. На фасаде расположены скульптуры Девы Марии, причудливых существ, слонов. Окна выполнены в готическом стиле.